# Gurgel FD-30 CT
O Gurgel FD-30 TJ é uma empilhadeira, lançada em meados de 2008. É o segundo produto da nova empresa que utiliza o nome Gurgel, cujo registro havia expirado em 2003. O modelo é fabricado na fábrica de Três Lagoas.